# Live at the Blue Note Milano
Live at the Blue Note Milano è il nono album dei Ridillo, il primo interamente dal vivo.
La performance è tratta dal concerto al Blue Note di Milano del 29 gennaio, con ospite speciale Ronnie Jones, che canta in alcuni brani.  Per la prima volta su disco si possono ascoltare i divertenti "siparietti" tra Bengi e Claudio tra un brano e l'altro, una caratteristica tipica nei concerti della band. È stato pubblicato su doppio cd e in versione digitale.

## Tracce

### 2xCD (Playaudio/Azzurra Music TRI2017)
CD1
1. Can You Feel the Start (medley) - 4:19
2. Non è normale [It's Not Unusual] - 3:39
3. Mondo nuovo - 3:40
4. Compaesano/concittadino (dialogo) - 0:34
5. Cartoline - 5:08
6. Sofia in vespa (dialogo) - 0:56
7. Arrivano i nostri - 3:15
8. Fiore di carta [How Deep Is Your Love] - 3:03
9. Insuccessi (dialogo) - 0:36
10. Solo per noi - 3:18
11. Crescere mangiando amore (dialogo) - 0:40
12. Mangio amore - 4:12
13. Sessonestissimo - 3:38
14. Ancora insuccessi (dialogo) - 1:51
15. Zanzara party - 0:45
16. Se ti regalo un fiore - 2:09
17. Ritorno in auge (dialogo) - 0:38
18. Torno in bianco e nero - 3:17
19. Sei tu che sogni - 4:40

CD2 
1. Paura di un bacio - 3:41
2. Che cosa è il funky (dialogo) - 0:18
3. Aroma funky - 4:07
4. Sempre insuccessi (dialogo) - 0:33
5. Folk'n'Funk - 2:35
6. Siamo nel 2000 - 2:05
7. Suonano alla porta dei Bee Gees (dialogo) - 3:35
8. Talmente donna [More Than A Woman] - 3:40
9. Figli di una buona stella - 5:04
10. Ridirò - 0:48
11. Sittin' on the Dock of the Bay (feat. Ronnie Jones) - 4:18
12. The Ronnie Jones' Test (feat. Ronnie Jones) (dialogo) - 0:48
13. Going Back to My Roots (feat. Ronnie Jones) - 5:53
14. Sex Machine/I Feel Good (feat. Ronnie Jones) - 9:13
15. Supermarket - 3:09
16. Festa in 2 - 6:32
17. Stretti stretti al 100% - 4:00
18. Mangio amore (bis + presentazione) - 8:22

Note: Il doppio CD è in confezione apribile digipack, e include molte foto del concerto e del backstage.

## Formazione
La formazione dei Ridillo in questo concerto è:
- Daniele "Bengi" Benati: voce e chitarra;
- Claudio Zanoni: tromba, chitarra e voce;
- Renzo Finardi: batteria, percussioni e voce.
- Francesco Savazza: tastiere;
- Dario Vezzani: basso;
- Alan Iotti: Sax e Fiati;